# Lutzomyia nocticola
Lutzomyia nocticola är en tvåvingeart som beskrevs av Young D. G. 1973. Lutzomyia nocticola ingår i släktet Lutzomyia och familjen fjärilsmyggor. Inga underarter finns listade i Catalogue of Life.